# Países Bajos en los Juegos Paralímpicos de Tel Aviv 1968
Los Países Bajos estuvieron representados en los Juegos Paralímpicos de Tel Aviv 1968 por un total de 35 deportistas, 24 hombres y 11 mujeres.

## Medallistas
El equipo paralímpico neerlandés obtuvo las siguientes medallas:
| Nombre         | Deporte       | Evento                                   |
| -------------- | ------------- | ---------------------------------------- |
| Oro            |               |                                          |
| Van der Benden | Natación      | 50 m braza clase especial femenino       |
| Van der Benden | Natación      | 50 m libre clase especial femenino       |
| Noordam        | Natación      | 25 m espalda completa clase 1 femenino   |
| Minholtz       | Natación      | 50 m espalda clase especial femenino     |
| Verschoor      | Natación      | 50 m espalda incompleta clase 4 femenino |
| Equipo         | Natación      | 3 × 50 m estilos clase abierta femenino  |
| Makkes         | Natación      | 50 m espalda clase especial masculino    |
| Makkes         | Natación      | 50 m libre clase especial masculino      |
| Equipo         | Natación      | 3 × 50 m estilos clase abierta masculino |
| Noordam        | Tenis de mesa | Individual A1 femenino                   |
| Post           | Tenis de mesa | Individual A1 masculino                  |
| P. Popkema     | Tiro con arco | Ronda FITA clase abierta masculino       |
| Plata          |               |                                          |
| Graveland      | Natación      | 50 m braza incompleta clase 3 femenino   |
| Van der Benden | Natación      | 50 m espalda clase especial femenino     |
| Post Noordam   | Tenis de mesa | Dobles A1 masculino                      |
| P. Popkema     | Tiro con arco | Ronda Albion clase abierta masculino     |
| Bronce         |               |                                          |
| Van Driel      | Natación      | 25 m braza incompleta clase 2 femenino   |
| Minholtz       | Natación      | 50 m braza clase especial femenino       |
| Verschoor      | Natación      | 50 m libre incompleta clase 4 femenino   |
| Starre         | Natación      | 50 m libre clase especial masculino      |